# Martinocarcinidae
Martinocarcinidae is een uitgestorven familie van krabben, behorende tot de superfamilie Goneplacoidea.

## Systematiek
Deze familie bevat enkel het volgende geslacht: 
- Martinocarcinus  †  Böhm, 1922